# Mildred Bright
Mildred Bright (30 de abril de 1892 – 27 de septiembre de 1967) fue una actriz cinematográfica de nacionalidad estadounidense, activa en la época del cine mudo. 

## Biografía
Nacida en la ciudad de Nueva York, Bright debutó en la pantalla en 1912 con When an Old Maid Gets Busy, un cortometraje de Eclair American, compañía productora para la cual trabajó durante dos años.
Bright dejó el cine en 1914, aunque en 1922 rodó una última película. A lo largo de su carrera interpretó un total de treinta y cuatro producciones.
En 1913 se casó con Robert Frazer, un actor con el cual rodó algunas películas, y que falleció en 1944 a causa de una leucemia.
Mildred Bright falleció en 1967 en Woodland Hills, California, a los 75 años de edad.

## Filmografía
- When an Old Maid Gets Busy (1912)
- The Vengeance of the Fakir, de Henry J. Vernot (1912)
- An Accidental Servant (1913)
- The Spectre Bridegroom, de Étienne Arnaud (1913)
- The Love Chase, de O.A.C. Lund (1913)
- The Crimson Cross (1913)
- For Better or for Worse (1913)
- The Sons of a Soldier, de O.A.C. Lund (1913)
- The Witch, de O.A.C. Lund (1913)
- The Banker's Daughter (1913)
- Rob Roy, de Henry J. Vernot (1913)
- A Puritan Episode (1913)
- One of the Rabble (1913)
- Oh! You Rubber!, de Étienne Arnaud (1913)
- Trouble on the Stage, de Étienne Arnaud (1913)
- Loaded, de Étienne Arnaud (1913)
- Apply to Janitor, de Étienne Arnaud (1913)
- Cue and Miss Cue, de Étienne Arnaud (1914)
- The Snake Charmer, de Étienne Arnaud (1914)
- An Enchanted Voice, de Étienne Arnaud (1914)
- Valentine's Day, de Étienne Arnaud (1914)
- The Electric Girl, de Étienne Arnaud (1914)
- In a Persian Garden (1914)
- The Renunciation, de Webster Cullison (1914)
- The Dupe, de Webster Cullison (1914)
- Mesquite Pete's Fortune, de Webster Cullison (1914)
- For His Father's Life (1914)
- Fate's Finger (1914)
- The Man Who Came Back, de Webster Cullison (1914)
- Cupid, a Victor (1914)
- The Quarrel (1914)
- Smallpox on the Circle U, de Webster Cullison (1914)
- The Strike at Coaldale, de Webster Cullison (1914)
- Partners of the Sunset, de Robin H. Townley (1922)